# 張駿
張 駿（ちょう しゅん）は、五胡十六国時代の前涼の第4代君主。字は公庭。安定郡烏氏県（現在の甘粛省平涼市涇川県）の人。父は張寔。巧みな外交戦略と有能な人材登用により国力の充実に努め、前涼の全盛期を築いた。

## 生涯

### 幼少期
幼い頃より優秀であるとして知られた。建興4年（316年）、覇城侯に封じられた。10歳にして既にその文才は卓越していたが、その一方で並外れて自由奔放であり、遊興に耽っていた。毎夜に渡って邑や里へ微行しては遊び呆けていたので、国中の人々がこの風俗を見習うようになったという。
建興8年（320年）6月、父の張寔が殺害されると、左司馬陰元らは張駿がまだ幼いことから、張寔の弟である張茂を後継に立てた。張茂は張駿を撫軍将軍・武威郡太守に任じて西平公に封じ、同年8月には張駿を世子に立てると宣言した。
建興12年（324年）5月、張茂は病に倒れると張駿を呼び寄せ、その手を取って涙を流して「私の官位は朝廷の任によるものではなく、職務は私的な議論によるものであり仮初めに過ぎない。私が没したら白色の便帽を棺に入れ、朝服は着せないように」と遺言し、間もなくこの世を去った。

### 張茂を継ぐ
もともと西晋愍帝からの使者であった黄門侍郎史淑は姑臧に留まっていたので、左長史氾禕・右長史馬謨らは史淑へ、張駿に継位させるよう遠回しに要請した。これにより、張駿は使持節・大都督・大将軍・涼州牧・領護羌校尉に任じられ、西平公に任じられた。領内に大赦を下し、左右前後に四率官を置き、南宮を修繕した。前趙皇帝劉曜もまた使者を派遣して、張駿を上大将軍・涼州牧・涼王に任じた。前涼は先代より前趙に従属してはいたものの、引き続き西晋の元号である建興12年（西晋自体は建興5年に崩壊している）を称し、さらに東晋とも関係を保っていた。
12月、枹罕を統治していた辛晏は張駿に従うのを拒み、枹罕ごと反旗を翻した。張駿は群臣を閑豫堂に集めて議論を交わし、武威郡太守竇濤らを派遣して辛晏を討伐させようとした。従事劉慶はこれを諌めて「覇王というものは感情で行動を起こさず、必ず天時・人事の両方を得てから立ち上がるものです。今年は飢饉の年であり、しかも今は猛寒の時期です。周の武王は武器を納めて殷の滅亡を待ち、漢の曹操は時間を掛けて袁紹らの自滅を待ちました。辛晏父子は残忍・凶狂であり、その敗北は必定であるため、これを待つべきです」と述べると、張駿はこの言に従った。辛晏は翌年のうちに枹罕ごと降伏し、張駿はこれを護軍に任じた。これにより、再び河南の地は張駿の支配下となった。
建興13年（325年）1月、親耕藉田（勧農・豊饒を祈願する為に天子が行う農耕儀礼）を自ら行った。2月、東晋の元帝が崩じたとの報が届くと、張駿は3日に渡って哀悼した。この時期、黄龍が揟次の嘉泉より出現したとの噂が流れると、右長史氾禕は張駿へ「建興の元号は愍帝より始まった号ですが、その愍帝は不運な最期を遂げています。龍の出現を吉兆として改号を行うべきです」と勧めたが、張駿は従わなかった。

### 前趙から離反
建興14年（326年）12月、張駿は前趙の襲来に備えて隴西・南安の民衆を避難させた。また成漢と修好を結ぶため、使者を成都へ派遣した。この時書を送って成漢の皇帝李雄に対し、帝号を廃して東晋に称藩するよう勧めたが、李雄はこの勧めには従わなかった。
建興15年（327年）5月、前趙が後趙に大敗したとの報が入ると、張駿は前趙より受けた官爵を廃し、再び東晋の大将軍・涼州牧を自称した。また配下の武将達に命じて前趙の秦州諸郡の攻略に乗り出した。劉曜は子の南陽王劉胤を派遣して迎撃を命じ、狄道城に駐屯させた。枹罕護軍の辛晏から救援要請が出ると、張駿は韓璞と武興郡太守辛岩に枹罕の救援を命じた。辛岩は即時の戦闘開始を主張したが、韓璞は前趙の背後に後趙がいる事から敵は長く戦を継続できないと判断し、持久戦の構えを取った。しかし対峙するうちに涼州軍の軍糧は底を突いてしまい、さらに食糧輸送のために派遣した辛岩の部隊が前趙軍の急襲を受けて壊滅すると、涼州軍は潰走した。劉胤は勝ちに乗じて追撃し、張閬・辛晏らも数万の兵を従えて前趙に降伏した。こうして張駿は河南の地を失陥したが、敗北した韓璞が面縛して自らの罪を謝罪すると、張駿は「これは孤の罪であり、将軍がどうして辱じることがあろうか」と述べ、一切罪に問わなかった。
建興16年（328年）8月、劉曜が自ら大軍を率いて後趙領の洛陽へ侵攻すると、張駿はこの隙に戦備を整えて長安を襲撃しようと目論んだが、理曹郎中索詢は「劉曜は東征したとはいえども、その子である劉胤がなお長安を守っております。険阻にして路は遠く、そのうえ主人が守るには甚だ容易です。劉胤がもし軽騎をもって氐羌を頼みとして我らを拒んだならば、どこから突撃してくるか測るのは難しいでしょう。彼らがもし東征を中止して我らの迎撃に出れば、逆に我らが侵攻を受けるでしょう。近頃はしばしば出撃しているために、外では民は飢餓によりやせ衰え、内では物資が欠乏して失われて余裕もありません。これではどうして殿下が民を子のように愛するなどとと謂う事が出来ましょうか」と諫めた。張駿は「我はいつも、忠言が献じられずに面従腹背によって我が政教の誤りを正す者がいない事を憂えていた。然るに、卿は忠言を尽くして諫めてくれた。これは深く我の願う所である」と述べて出陣を中止し、羊酒をもって索詢を礼遇した。
9月、雨が続いたことから領内に大赦を下した。
この時期、西域諸国が汗血馬・火浣布・犎牛・孔雀・巨象・諸々の珍宝二百品余りを献上してきた。

### 再び河南を領有
張駿は新郷で閲兵を行い、北野において狩猟を行った。また、軻没虜を討ってこれを破った。
建興18年（330年）5月、前趙が滅亡すると、張駿は軍を派遣して再び河南の地を支配下に入れ、狄道まで至った所で武街・石門・候和・漒川・甘松に五屯護軍を置き、後趙との国境とした。6月、後趙が鴻臚孟毅を派遣し、張駿を征西大将軍・涼州牧に任じ、九錫を加えた。だが、張駿は後趙の臣となる事を恥として受け入れず、孟毅を抑留して返さなかった。
9月、秦州の休屠（匈奴の部族）である王羌が後趙に反旗を翻したが、河東王石生に破られ、涼州へ逃亡してきた。張駿は禍を恐れ、孟毅を後趙へ返還すると共に、長史馬詵を使者として入貢させ、後趙の臣を称した。

### 世子を立てる
建興20年（332年）、群臣は張駿へ、涼王・領秦涼二州牧を称し、魏武（曹操）・晋文（司馬昭）の故事に倣って公卿・百官を置くように勧めた。だが、張駿は「これは人臣の言うべき言ではない。敢えてこの事を言うならば、罪は赦されぬぞ！」と取り合わなかった。しかし、その領内ではみな彼の事を王と称するようになっていた。
その後、群臣は張駿へ世子を立てるように請うたが、張駿は従わなかった。中塁将軍宋輯は張駿へ「礼において世子を立てるのは、宗廟を重んじているが故です。周成（周の成王）・漢昭（前漢の昭帝）が幼くして立てられたのは、国家継承のために国嗣は不可欠であり、皇太子を素より定めていたからです。昔、武王が国を所有すると、元王が後継の地位に立てられました。建興の初めには、まだ先王（張茂）が在位されているうちに殿下が後嗣となられました。ましてや、今は社稷はますます尊ばれ、聖躬は介立し、大業は次第に盛んとなっております。どうして後継を欠いたままでいられましょうか。臣はこれが累卵の危となると考えており、殿下は泰山のように安穏だと思っておられますが、そうではありません」と述べた。張駿はこれを受け入れ、次男の張重華を世子に立てた。
建興21年（333年）10月、氐族酋長蒲洪（後の苻洪）が後趙から離反し、雍州刺史・北平将軍を自称すると共に西進して張駿に帰順した。

### 東晋との修好
かつて、張駿は傅穎を使者として成漢へ派遣し、建康へ表を奉じる為に蜀を通過する許可を得ようとしたが、李雄より拒絶されていた。その為、建興21年（333年）になって張駿はまた治中従事張淳を派遣し、成漢の藩と称する事で改めて道を通過する許可を請うと、李雄は大いに喜んだ。張淳は通過を許可されると龍鶴まで進み、兵を募って表を通じ、命がけで建康まで送り届けた。朝廷はこれを称賛した。
まだ西晋が健在だった頃、敦煌計吏耿訪は涼州から長安へ派遣されていたが、長安失陥に伴い、漢中を経由して江東へ逃れていた。やがて東晋が樹立すると、耿訪は「涼州の民は中興（東晋の成立）を知りませんので、使者を派遣すべきです。臣が郷導となって涼州を慰撫します」と幾度も上書した。当時は連年に渡り難が相次いだので認められなかったが、ここに至って朝廷は耿訪を守侍御史に任じ、隴西出身の賈陵を始め12人を配下とし、張駿を鎮西大将軍に任じて校尉・刺史・公は以前通りとする詔を持たせて派遣した。だが、この一行は梁州まで到達した時、通行を遮られた。その為、耿訪は建康に呼び戻されたが、賈陵に詔書を託して商人に変装させ、涼州へ向かわせた。そして、賈陵はこの年になってようやく涼州へ到着した。詔書を拝受した張駿は部曲督王豊を派遣して報謝すると共に、賈陵を帰還させて東晋の臣を称した。だがその一方で、未だに西晋の元号を継続し、その統治には服さなかった。
建興22年（334年）2月、東晋朝廷は耿訪・王豊を派遣し、張駿を大将軍・都督陝西雍秦涼州諸軍事に任じる印綬を授けた。この時期、梁州・涼州の交通が開けるようになったので、前涼は毎年東晋朝廷へ使者を送るようになった。
同年、武威・敦煌において雨が降り、この時に植えた五穀は尽く芽を出したので、天麦と名付けられた。

### 西域征伐
建興23年（335年）4月、寧戎校尉張瓘が後趙の将軍王擢を三交城において破った。
12月、張駿は西胡校尉・沙州刺史楊宣に兵を与えて西域へ派遣し、流沙を越えて亀茲・鄯善を討伐させた。配下の将軍張植が軍の前峰となって進軍すると、向かうところの国々はみな降伏した。焉耆へ到達すると、焉耆王龍熙は賁崙城に籠って張植を阻んだ。張植はこれに敗れたので、鉄門に進駐しようとしたが、10里余りも進まぬうちに、龍熙は先んじて兵を率いて遮留谷を押さえた。張植はこれに至ると、伏兵を疑って試しに単騎を囮にして進ませると、予想通り兵が伏せられていた。張植はこれを見てから兵馬を発し、敵軍を大破すると、尉犁に拠った。龍熙は4万人を率い、肉袒して張植の陣営を詣でると、降伏した。これにより、西域諸国はみな服属し、姑臧へ朝貢するようになった。12月、鄯善王元孟が娘を献上してくると、これを美人と称し、賓遐観を建てて住まわせた。また、焉耆前部・于闐王は共に使者を派遣して方物を貢いできた。
またこの年、河から玉璽が発見された。それには「執万国、建無極」と刻まれていたという。
時期は不明だが、前涼に背いていた戊己校尉趙貞の討伐軍を派遣し、これを撃破して捕らえると、その地を高昌郡とした。

### 宮殿を建造
この時期、姑臧城の南に謙光殿を起工し、五色の紋様を施し・金玉の装飾を施し、技巧の限りを尽くした。謙光殿の四面にはそれぞれ一殿を起て、東は宜陽青殿と称して春3カ月の間居住し、南は朱陽赤殿と称して夏3カ月の間居住し、西は正徳白殿と称して秋3カ月を居住し、北は玄武黒殿と称して冬3カ月を居住した。礼服・器物はみな各方面の色と合わせた。殿の傍らにはみな内官の公署を置き、みな各方面の色と同一の彩色とした。ただ、治世の晩年になると、気の向くままに居住するようになり、季節毎に分けて住まう事がなくなったという。
張駿には秦州・雍州を併呑する志があり、参軍麹護を建康へ派遣して「勒（石勒）・雄（李雄）は既に死し、虎（石虎）・期（李期）は反逆して後を継いでおり、庶民が主から離反する兆しとなっております。時が経るにつれ、老人は亡くなっていき、後から生まれる者は陛下の御恩を知りません。慕恋の心は日に日に衰え、やがて忘れ去られて行きましょう。どうか、司空鑒（郗鑒）・征西将軍亮（庾亮）らに命じ、水軍を江・沔へ派遣して我らと呼応してくださいますよう」と上表した。前後して、張駿は幾度も使者を派遣していたが、その多くは後趙に捕らえられて到達できなかった。後に、張駿はまた護羌参軍陳寓・従事徐虓・華馭らを建康へ派遣した。
建興27年（339年）10月、右長史任処を領国子祭酒に任じ、辟雍・明堂を建立させ、礼を行わせた。11月、世子の張重華に涼州の事務を行わせるようになった。
建興28年（340年）10月、別駕馬詵を派遣して、後趙へ入貢させた。その上表文が傲慢であったので、石虎は激怒して馬詵を斬ろうとしたが、東晋併呑を目論んでいたので、背後を突かれる事を恐れて取りやめた。
建興31年（343年）、張駿は建西郡の䃋石県において耕作を行った。9月、䃋石県を金沢県と改め、狄道県を分けて涼州に属させ、狄道県をもって武始郡を立てた。
12月、西曹掾に命じて朝廷内外の事績を収集させ、索綏に『涼春秋』を著作させた。

### 涼王を称す
同月、後趙君主石虎は前涼へ軍を侵攻させると、張駿は将軍謝艾に迎撃を命じた。謝艾は出撃すると河西において大戦を繰り広げ、後趙軍を撃破した。
建興32年（344年）1月、謝艾と和驎に南羌討伐を命じた。謝艾らは和闐に進むと、南羌を大破した。
建興33年（345年）12月、西域にある焉耆へ侵攻し、これを降した。
この年、張駿は武威を始めとした11郡をもって涼州とし、世子の張重華を涼州刺史・五官中郎将に任じた。また、興晋を始めとする8郡をもって河州とし、寧戎校尉張瓘を河州刺史に任じた。また、敦煌を始めとする3郡と西域都護・戊己校尉・玉門大護軍の3営をもって沙州とし、西胡校尉楊宣を沙州刺史に任じた。張駿自身は大都督・大将軍・仮涼王・督摂三州と称した。六佾の舞を踊り、豹尾の旗を立て、車服・旌旗は全て君王を模した様式とした。百官を設置すると、官号や府邸もまた君王に擬し、名称だけは区别した。始めて祭酒・郎中・大夫・舎人・謁者などの官を置き、官僚はみな張駿に対して臣を名乗った。

### 最期
建興34年（346年）5月、張駿は病に罹り、やがて正德殿においてこの世を去った。在位22年、享年40であった。文公と諡された。東晋の穆帝は使者を派遣して大司馬を追贈し、忠成公と追諡した。7月、大陵において葬られた。子の張祚が王位を称すると、文王と追諡され、廟号を世祖とされた。

## 人物
張軌が涼州に拠って以降、軍事行動を起こさない年はなかったが、張駿の代になってようやく領内は平穏を迎えた。張駿は隴西の地を尽く領有し、兵馬は強盛となった。一貫して東晋の臣と称していたが、その年号を用いることはなかった。
張駿は計略を有しており、幼い頃は遊興に耽っていたものの、成長すると操を研いで・節を改め、政務全般に励んだ。文武百官を統率し、その能力に応じて適切に用い、建議する所は多くを聞き入れた。民は富み兵は強く、遠近問わずみなその統治を称賛し、張駿は積賢君と号された。
文才にも長じており、建興29年（341年）には『薤露行』・『東門行』という詩を作っている。

## 逸話
- 建興22年（334年）、張駿は閑豫堂において群臣を呼び集め、刑を厳しくする事を議論すると、みなこれに同意したが、参軍黄斌は進み出て「臣はそうすべきとは思いません」と述べると、張駿はその理由を問うた。黄斌は「法制というものは国を治め整えるものであり、風俗を篤厚にして人心を同一するものです。そのため、一度定めたならば必ず行わなければならず、身分の上下に関わらず平等としなければなりません。もし尊貴な者が犯したならば、法の決まりどおりに罰せられない恐れがあります」と述べると、張駿は威儀を正し「法はただ行われるべきであり、身分の上下には関わりのないことである。黄君については吾はその過ちをこれまでに聞いた事はない。黄君は忠の至りだと言うべきであろう」と述べ、その場で黄斌を抜擢して敦煌郡太守に任じた。
- 建興24年（336年）5月、雨雪が降って霜となると、領内が大飢饉に陥り、穀物の価格が跳ね上がった。市長譚詳は倉の穀物を民に振る舞い、秋には与えた分の3倍を徴収したいと請うた。従事陰拠は「昔、西門豹が宰相として鄴を治めていた時、民のために物資を備蓄しておりました。解扁が東封の邑を治めていた時、定めていた3倍の租税を納めていました。この時、文侯は豹に罪があってもこれを賞し、扁に功があっても罰するべきだとしました。今、詳は飢饉に乗じて三倍を収めようとしておりますが、これは裘を反転して皮を傷つけるようなものであり、教訓とすべきではありません」と諫めると、張駿はこれを納れた。
- 建興16年（328年）、西域長史李柏は張駿に背いていた戊己校尉趙貞を討伐したいと請うと、張駿はこれを認めた。だが、李柏はかえって趙貞に敗れてしまった。議者は李柏が計略を巡らせておきながら敗れたことから、これを誅殺するように請うた。張駿はこれに対して「我はいつも、漢の世宗（前漢の武帝）が王恢を殺したことは、秦穆（秦の穆公）が孟明視を寛大に赦したことに及ばないと考えていたのだ」と述べ、死罪を免じた。民はこれにみな喜び、悦服したという。
- 建興16年（328年）、領内に命を下して「昔、鯀が殺されて禹が興り、芮（郤芮）が誅されて缺（郤缺）が進められた。故に唐帝（堯）は洪災を除き、晋侯（晋の文公）は五伯（春秋五覇）となったのだ。法を犯せば死罪となり、本来は親族であっても朝廷にはいられない。今、その職務は継続出来ると定められているが、宮内で宿衛を担当する者には不適である」と述べた。ここにおいて刑が正しく執行され、国は富んだ。
- 酒泉郡太守馬岌は「酒泉の南山とは崑崙山にあたります。周の穆王が西王母と出会い、その楽しさに帰る事を忘れたといわれるのがこの山です。この山には石室玉堂があり、珠玉が裝飾され、神宮のように光り輝いております。どうか西王母の祠を立て、朝廷が無疆の福を蒙る助けとしていただきますよう」と上言すると、張駿はこれに従った。

### 怪異譚
- ある時、張駿は夢を見た。夢の中で、一人の髪と眉が真っ白な男が自らを子瑜と名乗り「地上のことは汝が行い、地下のことは我が行おう」と告げた。張駿は目が覚めるとこの事を問うた。すると、侯子瑜という人物がいる事が分かったが、既に死んでいた。その為、その曾孫である侯亮を取り立て、祁連県令に任じた。
- 死の直前、張駿は夢の中で出遊したが、場所はどこか分からなかった。見ると一匹の玄亀がおり、張駿へ向かって「9日の後にまさに嘉問があるだろう」と告げた。果たして、張駿は9日後に亡くなったという。

### 『魏書』での逸話
『魏書』においては、張駿の治世は良い評価が為されていない。但し、『魏書』は全般的に他の国について酷評する傾向がある。
- 張駿は貪欲で飽く事を知らず、穀や帛を民に与えると、毎年その倍に当たる利息を収めさせ、収められなかった者には、田宅を買い取ってこれを償わせた。
- 張駿は身分不相応に驕り昂っており、民は労苦により怨みを抱いていた。ある時、石田の開墾に合議して、参軍索孚は「およそ治者という者は、天機に逆らわずに動き、地徳を破らずに動くものです。昔、后稷は百穀の種を蒔きましたが、磐石には耕しませんでした。禹は江河を渡るとき、流れに逆らいませんでした。今、石を田と為そうとしておりますが、土を運んで穀を植えても、計る所損としかならず、百石を尽く畝としても、収める所は三石にも満たないでしょう。安んじる事は出来ないと存じます」と諫めた。張駿はこれに激怒し、伊吾都尉に左遷して城から出した。
- 張軌が涼州を支配下に入れるに当たり、陰澹という人物が大いに貢献した。張駿の代になると陰氏の宗族は強盛となり、張駿はこれを危険視し、陰澹の弟である陰鑒に自殺を命じた。これにより、人心を大いに失ったという。張駿が病に罹ると、陰鑒が現れて祟りを為し、亡くなったという。

### その他
- 閑豫堂の前には閑豫池があり、池の中には五龍があった。日のあるうちは彩が見え、暮れる頃には見えなくなった。ある時、水の色は変色すると、遂に鋳銅龍がその上に現れた。
- 建興19年（331年）1月、彩虹が五里に渡って隆隆とし、鐘鼓の音のようであった。また、破胡において石隕があり、燋れて碎えると撃鼓のような音を出し、七百里に渡って響いた。また、煙のような黒い気が発生し、その頂点は赤かったという。
- 張駿が即位した時、姑臧において「鴻従南来雀不驚、誰謂孤雛尾翅生、高挙六翮鳳凰鳴」という歌謡が流行った。ここに至ってまた河南の地を支配下に収めた。

## 宗室

### 妻
- 馬氏

### 子
- 張祚
- 張重華
- 張天錫

## 年号
1. 建興：324年 - 346年